# قائمة العمليات الجراحية حسب النوع
هذه قائمة بالعمليات الجراحية والإجراءات الجراحية حسب النوع (بما في ذلك العمليات الجراحية التي تنتهى بمقطع: ectomy, stomy, and otomy)

## العمليات الجراحية المنتهية بمقطع Ectomy

### عضو جنسي
- قطع عنق الرحم
- استئصال البظر
- استئصال الرحم
- استئصال الورم الليفي الرحمي
- استئصال المبيض
- استئصال قناة فالوب
- استئصال المهبل
- استئصال الفرج

#### عمليات خاصة بالذكور فقط
- إخصاء
- استئصال الخصية
- بتر القضيب
- ختان
- قطع القناة المنوية

### جهاز عصبي

#### الجهاز العصبي المركزي
- استئصال نصف الكرة المخية
- استئصال الفص الصدغي الأمامي
- بضع الكرة الشاحبة

#### الجهاز العصبي الطرفي
- استئصال العقدة
- قطع الودي/قطع الودي الصدري بالتنظير

#### الأذن
- استئصال النتوء الحلمي

#### العين
- استئصال الزجاجية

### الجهاز الهضمي
- استئصال معدي
- استئصال الزائدة الدودية
- استئصال المستقيم والقولون
- استئصال القولون
- استئصال المرارة

### جهاز تنفسي
- قطع الأنف
- استئصال الحنجرة
- استئصال الرئة

### جهاز الغدد الصماء
- استئصال الدرقية

### كلية
- استئصال الكلية

### لمف
- استئصال اللوزتين
- استئصال الغدانيات
- استئصال الطحال

### ثدي
- استئصال الكتلة
- استئصال الثدي

### عظم/مفصل (أحياء)
- استئصال القرص

### أخرى
- استئصال اللجام
- استئصال العقدة
- استئصال الفص
- استئصال الورم الليفي الرحمي

## العمليات الجراحية المنتهية بمقطع Ostomy

### الجهاز الهضمي
- فغر المعدة
- فغر اللفائفي
- فغر الصائم
- فغر القولون
- فغر المرارة

### الجهاز البولي التناسلي
- قسطرة فوق العانة
  - قسطرة فوق العانة

## العمليات الجراحية المنتهية بمقطع Otomy

### الجهاز البولي التناسلي
- تمزق الأغشية الاصطناعي
- بضع المهبل
- بضع الرحم

### الجهاز العصبي

#### الجهاز العصبي المركزي
- حج القحف
- جراحة فصية
- استئصال الصفيحة الفقرية
- بضع الثقبة

#### الجهاز العصبي الطرفي
- قطع المبهم

### الجهاز العضلي الهيكلي
- قطع العضلة
- بضع الوتر
- بضع اللفافة
- قطع العظم
- نقل الوتر

### الجهاز الهضمي
- قطع العضلة
- بضع المصرة

### الجهاز التنفسي
- شق الجيب
- بضع الغشاء الحلقي والدرقي
- بضع الصدر
- بضع الغضروف الدرقي
- ثقب القصبة الهوائية

### القلب والأوعية الدموية
- فتح القلب
- بضع الوريد
- بضع الوريد

### أخرى
- استكشاف بطني